# Ritratto di Léon Bakst
Ritratto di Léon Bakst è un dipinto a olio su tela (55x33 cm) realizzato nel 1917 dal pittore italiano Amedeo Modigliani.
È conservato nella National Gallery of Art di Washington.
È il ritratto dell'artista Léon Bakst, qui abbigliato alla giapponese.